# غولف الشاطئ

غولف الشاطئ هو نوع من رياضة الغولف تلعب بشكل رئيسي على الشواطئ الرملية.تُلعب اللعبة على مسافة حوالي كيلومترين (1.2 ميل) حيث يتعين على اللاعبين، شخصين لكل فريق وضع الكرة في الحفر بأقل عدد من المحاولات،تم ابتكار اللعبة من قبل ماورو دي ماركو في 1999.